# Myopsaron nelsoni
Myopsaron nelsoni är en fiskart som beskrevs av Koichi Shibukawa 2010. Myopsaron nelsoni ingår i släktet Myopsaron och familjen Creediidae. Inga underarter finns listade i Catalogue of Life.